# Kaiserstraße 14 (Quedlinburg)

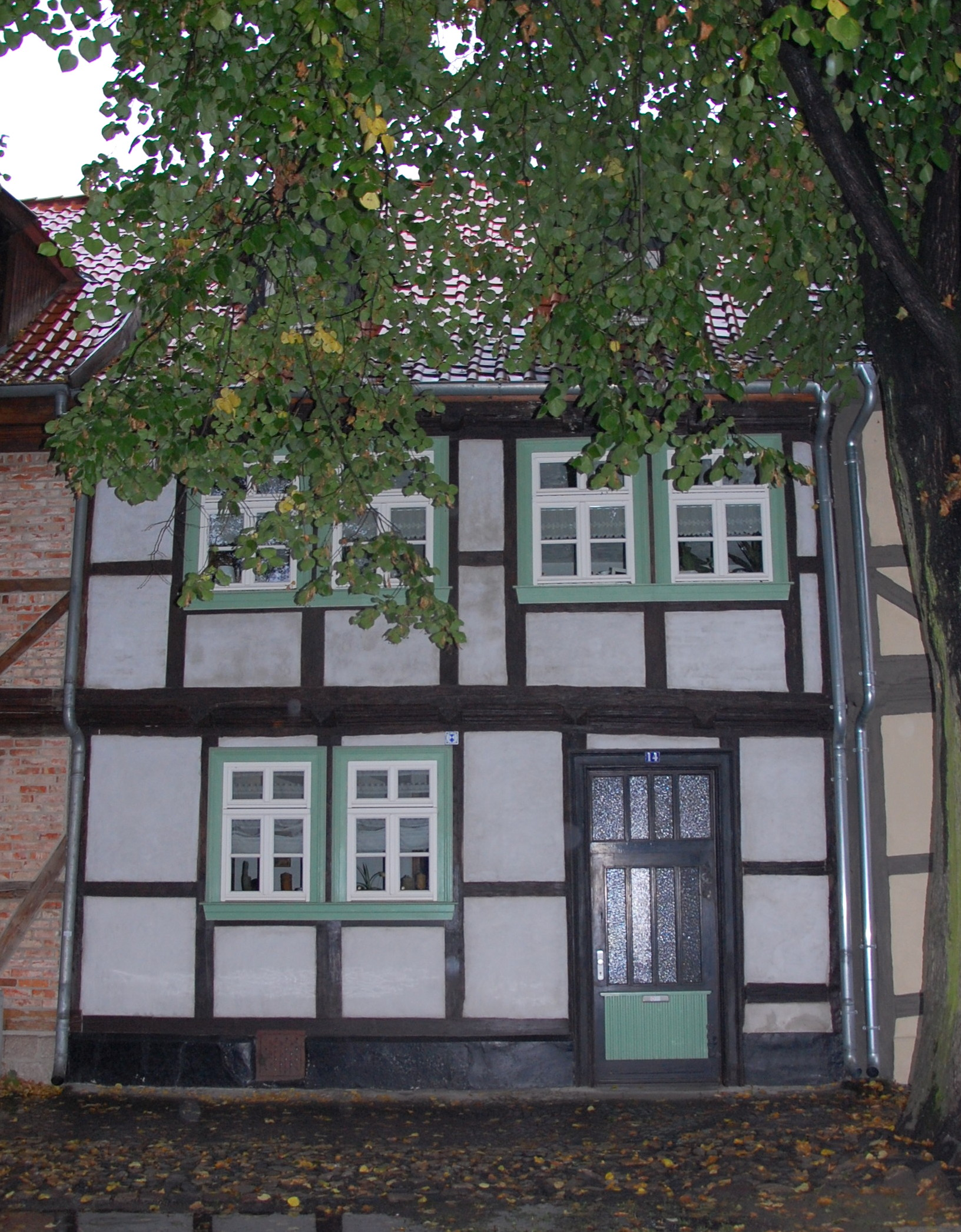
Kaiserstraße 14

Das Haus Kaiserstraße 14 ist ein denkmalgeschütztes Gebäude in der Stadt Quedlinburg in Sachsen-Anhalt.

## Lage
Es befindet sich in der historischen Quedlinburger Neustadt auf der Nordseite der Kaiserstraße und ist im Quedlinburger Denkmalverzeichnis als Wohnhaus eingetragen. Westlich grenzt das gleichfalls denkmalgeschützte Haus Kaiserstraße 13, östlich das Haus Kaiserstraße 15 an.

## Architektur und Geschichte
Das zweigeschossige Fachwerkhaus entstand im Jahr 1702. Die Gestaltung des Fachwerks stellt ein Übergangsform von einer stilisierten Schiffskehle zur Fasung an der Stockschwelle dar. Das Erscheinungsbild des Gebäudes wurde in späterer Zeit deutlich verändert.